# Bohdan Bejze

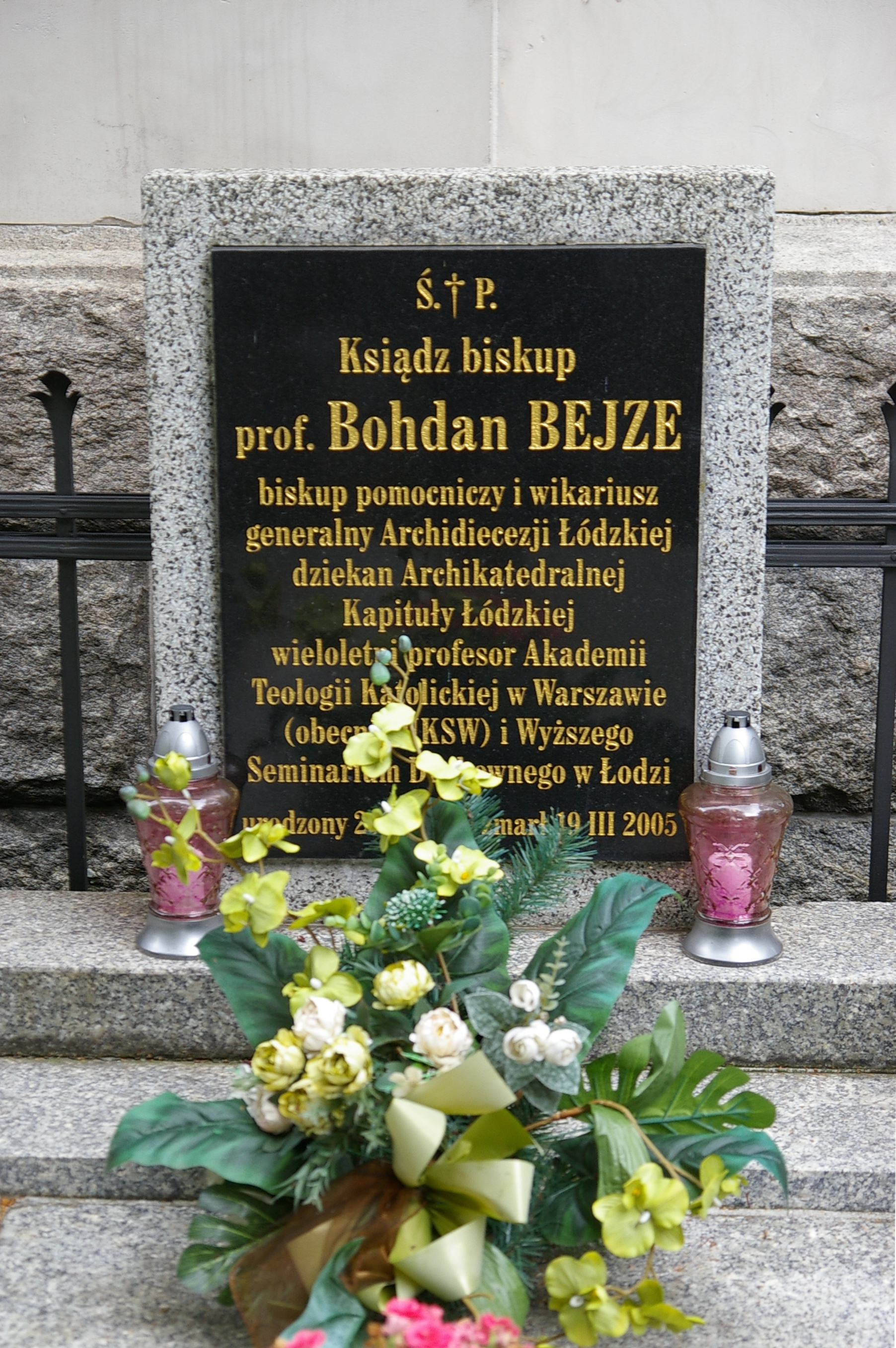
Nagrobek Bohdana Bejzego na Starym Cmentarzu w Łodzi

Bohdan Bejze (ur. 28 lutego 1929 w Pabianicach, zm. 19 marca 2005 w Łodzi) – polski duchowny rzymskokatolicki, profesor doktor habilitowany filozofii, biskup pomocniczy łódzki w latach 1963–2005.

## Życiorys
Uczęszczał do Męskiego Gimnazjum im. Jędrzeja Śniadeckiego w Pabianicach. W 1948 po zdaniu egzaminu maturalnego wstąpił do Wyższego Seminarium Duchownego w Łodzi. 14 czerwca 1953 został wyświęcony na prezbitera przez biskupa diecezjalnego łódzkiego Michała Klepacza. Po ukończeniu studiów na Wydziale Filozofii Katolickiego Uniwersytetu Lubelskiego w 1959 uzyskał stopień doktora filozofii. Habilitował się w 1972. W 1987 został profesorem nadzwyczajnym, a w 1993 – profesorem zwyczajnym.
W 1963 papież Jan XXIII, tuż przed swoją śmiercią, mianował go biskupem pomocniczym diecezji łódzkiej ze stolicą tytularną Idassa. Nominacja została zatwierdzona przez kolejnego papieża Pawła VI. Sakry biskupiej udzielił mu 1 września 1963 w katedrze łódzkiej kardynał Stefan Wyszyński, prymas Polski. W diecezji łódzkiej sprawował urząd wikariusza generalnego, był także przewodniczącym Wydziału Nauki i Kultury Chrześcijańskiej. Objął funkcję prałata archidiakona, a następnie dziekana Archikatedralnej Kapituły Łódzkiej.
W ramach Episkopatu Polski był przewodniczącym Komisji ds. Kultury i Komisji ds. Dialogu z Niewierzącymi. Należał także do Komisji ds. Wydawnictw Katolickich i Komisji ds. Nauki Katolickiej. W latach 1964–1965 brał udział w III i IV sesji soboru watykańskiego II.
Zmarł po długiej i ciężkiej chorobie 19 marca 2005. Pochowany został w grobowcu kapituły łódzkiej na Starym Cmentarzu przy ulicy Ogrodowej w Łodzi.

## Działalność naukowa
W Wyższym Seminarium Duchownym w Łodzi od 1958 wykładał: filozofię Boga, religioznawstwo i współczesne kierunki filozoficzne. W latach 1961–1999 wykładał na Akademii Teologii Katolickiej w Warszawie oraz kierował Katedrą Filozofii Boga i Religii. Od 1969 był członkiem Senatu ATK. W 1972 został nominowany na docenta w Akademii Teologii Katolickiej. Od 1976 kierował Katedrą Filozofii Boga i Religii na Wydziale Filozofii Chrześcijańskiej ATK. Był członkiem Towarzystwa Naukowego Katolickiego Uniwersytetu Lubelskiego, Naukowego Towarzystwa Tomistycznego w Warszawie i Societa Internazionale Tomaso d’Aquino w Rzymie.
Kierunki jego badań obejmowały: związek filozoficznej afirmacji istnienia Boga i postaw moralnych, poprawną filozoficznie koncepcję istoty Boga, rozum w postawie człowieka wierzącego, współczesne zakwestionowania klasycznych dowodów na istnienie Boga, współczesną koncepcję filozofii Boga, współczesną koncepcję filozofii religii. Jego zainteresowania naukowe koncentrowały się wokół metafizyki i teodycei. Był specjalistą w zakresie filozofii religii, autorem wielu prac dotyczących historii filozofii i spraw Boga.
Zredagował serie wydawnicze: W nurcie zagadnień posoborowych, Chrześcijanie oraz 65 tomów poświęconych filozofii, biografiom chrześcijan (ze szczególnym uwzględnieniem św. Maksymiliana Kolbego) i problematyce soboru watykańskiego II. Był też współredaktorem licznych prac zbiorowych oraz autorem wielu artykułów. Dążył do upowszechnienia zagadnień filozoficznych i kultury polskiej opartej na chrześcijaństwie.

## Wyróżnienia
W 2002 nadano mu tytuł honorowego obywatela Pabianic.
Otrzymał Nagrodę Naukową im. Włodzimierza Pietrzaka (1994) i Nagrodę Naukową I stopnia im. Ireny i Franciszka Skowyrów (1997).